# Список вице-президентов Кот-д’Ивуара
Вице-президент Республики Кот-д’Ивуар (фр. Vice-président de la République de Côte d'Ivoire) — вторая по значимости государственная должность в Кот-д’Ивуаре. Пост был установлен ст. 55 и 56 Конституции Третьей республики в 2016 году.
Первым вице-президентом указом президента Алассана Уаттары 10 января 2017 года был назначен Даниэль Каблан Дункан. 8 июля 2020 года он подал в отставку.

## Вице-президенты Кот-д’Ивуара (с 2017 года)
| №                                                  | Портрет | Имя (годы жизни)                                             | Избран | Пребывание в должности                               | Пребывание в должности | Политическая партия                                                           | Президент       | Прим.             |
| №                                                  | Портрет | Имя (годы жизни)                                             | Избран | Вступил                                              | Покинул                | Политическая партия                                                           | Президент       | Прим.             |
| -------------------------------------------------- | ------- | ------------------------------------------------------------ | ------ | ---------------------------------------------------- | ---------------------- | ----------------------------------------------------------------------------- | --------------- | ----------------- |
| 1                                                  |         | Даниэль Каблан Дункан (род. в 1943) фр. Daniel Kablan Duncan | Нет    | 10 января 2017 (назначение) 16 января 2017 (присяга) | 8 июля 2020 (отставка) | Демократическая партия Кот-д’Ивуара — Африканское демократическое объединение | Алассан Уаттара | [ 4 ] [ 5 ] [ 6 ] |
| Пост вакантен с 8 июля 2020 по 19 апреля 2022 года |         |                                                              |        |                                                      |                        |                                                                               |                 |                   |
| 2                                                  |         | Тьемоко Мейлиет Коне (род. в 1949) фр. Tiémoko Meyliet Koné  |        | 19 апреля 2022                                       | Действующий            | Независимый                                                                   | Алассан Уаттара |                   |

## Комментарии
1. ↑  Согласно ст. 55 и 56 конституции Кот-д’Ивуара[фр.] вице-президент назначается президентом на пятилетний срок после избрания на выборах[1].
2. ↑  Дункан назначен на пост вице-президента президентским указом и будет занимать эту должность до следующих президентских выборов 2020 года, на которые действующий президент Уаттара не имеет права выдвигаться по причине ограничения нахождения в должности двумя сроками, в связи с чем Дункан может рассматриваться как его возможный преемник[2][3].